# Varnia
Varnia es un pequeño género de insecto neuróptero en la familia Ithonidae. El género únicamente está presente en Australia, posee dos especies.